# Контрафобия
Контрафо́бия (контра (против) + др.-греч. φόβος — страх) — ответ на вызывающую страх ситуацию, цель которого — противостоять ей, с активным стремлением получать определённые, обычно острые, переживания, не испытывая данной эмоции.
В психоанализе контрафобию рассматривают как способ либидинизации тревоги, приводящий к выздоровлению от невроза. Такой тип поведения часто наблюдается при навязчивых состояниях: например, лица, страдающие акрофобией, стремятся стать лётчиками, стюардессами. Не исключается тенденция получать особенно сильные впечатления.